# Tanaro
De Tanaro is een rivier in Piëmont. Met zijn 276 kilometer is het wat betreft lengte de zesde rivier van het Italië. Het is de belangrijkste zijrivier van de Po aan de zuidelijke zijde.
De rivier ontspringt in de Zee-Alpen nabij de Monte Saccarello. Het bekken van de rivier beslaat zowel een deel van de Alpen als de Apennijnen. Gedurende de zomer stroomt er aanzienlijk minder door de bedding dan 's winters. In het stroomgebied van de Tanaro liggen geen gletsjers die voor een constante waterstroom zorgen zoals dat bijvoorbeeld wel het geval is bij de Oglio, Ticino en Adda. Op zijn reis richting de Po wordt de rivier gevoed door een groot aantal zijrivieren waarvan de Bormida en de Stura di Demonte de belangrijkste zijn. Bij de plaats Bassignana stroomt de rivier uit in de Po.

## Plaatsen langs de Tanaro
- Alba
- Asti
- Alessandria

- Gemeinsame Normdatei: 4404384-3
- Virtual International Authority File: 246266340